# Franse rijpony

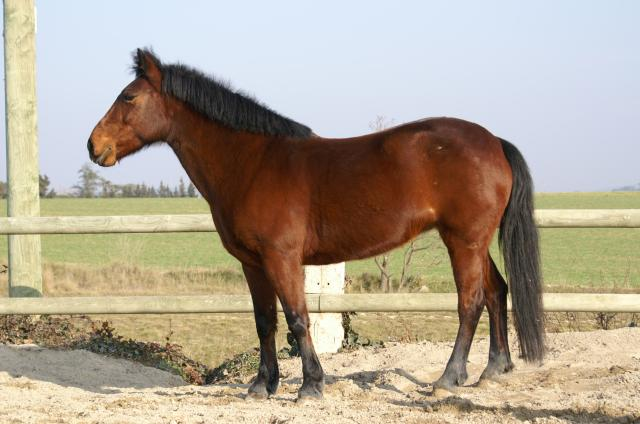

De Franse rijpony, ook wel poney français de selle genoemd, is een ponyras ontwikkeld als sportpony voor kinderen en kleinere volwassen ruiters. Het werd aanvankelijk ontwikkeld in 1969 als de poney de croisement, en in 1972 werd een stamboek gemaakt.